# Lake Joseph
Lake Joseph är en sjö i Kanada.   Den ligger i Parry Sound District och provinsen Ontario, i den sydöstra delen av landet, 300 km väster om huvudstaden Ottawa. Lake Joseph ligger 235 meter över havet.
I omgivningarna runt Lake Joseph växer i huvudsak lövfällande lövskog. Runt Lake Joseph är det glesbefolkat, med 8 invånare per kvadratkilometer.